# Fish and chips
Fish and chips (engelska för "fisk och friterad potatis") är en maträtt bestående av vit fisk som doppas i frityrsmet och friteras för att sedan serveras med tjocka bitar av pommes frites (chips på brittisk engelska).

## Tillagning och servering
Flera typer av vit fisk används och ger rätten olika karaktär men vanligast är torsk. Ofta blandas öl i frityrsmeten. Traditionellt användes ister vid friteringen men senare istället vegetabiliska oljor. Som tillbehör till rätten serveras ofta salt, maltvinäger, grönt ärtmos (mushy peas), ägg i ättikslag (pickled eggs) och tartarsås, en tjock sås baserad på majonnäs. Maträtten kommer ursprungligen från Storbritannien men är populär i stora delar av världen. Traditionellt serverades rätten i tidningspapper. Trycksvärtan kunde föras över på maten. I Storbritannien instiftades ett förbud mot att sälja livsmedel i tidningspapper eftersom det inte ansågs hälsosäkert. Däremot finns godkända behållare med snarlika tidningsmotiv.
I Sverige serveras fish and chips ibland med panering av ströbröd istället för frityrsmet.

## Historia
Maträtten blev populär i Storbritannien under 1860-talet och kan ses som ett tidigt exempel på snabbmat. I andra världskrigets Storbritannien var det en av få rätter som man inte behövde kuponger för att få köpa. År 1935 fanns omkring 35 000 försäljare av fish and chips i Storbritannien.
I England används ibland slanguttrycken chippy eller chipper för den som anrättar maträtten. Det är inte ovanligt med vitsiga namn på affärerna som säljer rätten som till exempel "The Codfather" och "Frying Nemo". År 1913 bildades National Federation of Fish Friers (Riksorganisationen Fiskstekare), en organisation som verkar för rättens kvalitet och popularitet.

### Brittisk nationalrätt
I Storbritannien har den kandiderat som nationalrätt och där har begreppet Fish & Chip Friday (fish and chips-fredag) etablerats eftersom rätten är vanlig att avsluta veckan med. I en brittisk undersökning 2024 med 2 000 deltagare ansåg 24 procent av de svarande att det var deras favorit bland nationalrätter, vilket var mer än någon annan rätt. Det var också maträtten med flest förstaplatser i undersökningen under en 25-årsperiod. En annan omnämnd kandidat till nationalrätt i Storbritannien är grytan curry som etablerades där i slutet av 1700-talet av indiska immigranter.